# Vítor Lima
Vítor Manuel Lima Santos est un footballeur portugais né le 18 août 1981. Il évolue au poste de milieu de terrain.
Vitor Lima a joué un total de 76 matchs en 1re division écossaise sous les couleurs de Falkirk.